# Cave and Basin
Cave and Basin est un lieu historique national du Canada est situé dans la ville de Banff, en Alberta, sur le site de sources sulfureuses naturelles autour de laquelle le parc national de Banff a été créé. 
James Hector de l'Expédition Palliser en 1859 est le premier à signaler ces sources thermales.
Trois ouvriers travaillant pour le Chemin de fer Canadien Pacifique en 1883 ainsi que d'autres requérants, se disputent obtenir pour  les droits de propriété des sources thermales. 
Une enquête du tribunal gouvernemental suivit et le gouvernement du Canada dirigé par le Premier ministre John A. Macdonald décide de transformer en réserve et zones protégées les 26 kilomètres carrés englobant toutes les sources minérales thermales. 
Aujourd'hui, Cave and Basin est reconnu à juste titre comme le berceau des parcs nationaux du Canada. 
Les sources chaudes de Cave and Basin sont également un habitat riche. Des bactéries, des algues, des petits poissons et des insectes prospèrent dans les eaux thermales. On peut y voir également des orchidées. C'est aussi l'habitat de la physe des fontaines de Banff (Physella johnsoni), une espèce d'escargot menacée d'extinction.